# Der nächtliche Reiter
Der nächtliche Reiter ist ein US-amerikanischer Abenteuerfilm aus dem Jahr 1951 über den englischen Räuber Dick Turpin (1705–1739). Die Hauptrollen des von Columbia Pictures produzierten Films spielten Louis Hayward und Patricia Medina. Das Drehbuch basiert auf der 1907 veröffentlichten Ballade The Highwayman von Alfred Noyes.

## Handlung
Im 18. Jahrhundert terrorisiert der berüchtigte Bandit Dick Turpin mit seinem Komplizen Tom King die Bewohner einer englischen Grafschaft. Nach einem Raubzug will Turpin nach London, um sich mit neuer Kleidung zu versorgen. King glaubt, dass Turpin es auf Lord Willoughby abgesehen hat, der vor Jahren mit Falschaussagen zur Hinrichtung Turpins Vater beigetragen hat.
In London fordert Polizeichef DeVeil den Hehler Hedger auf, seine Geschäfte mit Turpin einzustellen. Turpin, der ein Treffen mit Hedger verabredet hat, kann einem Hinterhalt der Polizei entkommen, indem er sich in das Royal-Theater flüchtet. Dort bringt er den Bühnenstar David Garrick dazu, ihm einen Platz in einer Loge für seine Aufführung zu verschaffen. In der Loge sitzen die wohlhabende Lady Greene mit ihrer Tochter Joyce. Turpin gibt sich als Richard Palmer aus und ist von Joyce angetan, die ihn auf das Landhaus der Greenes, St. Albans, einlädt. Später wird Turpin von einem Banditen angehalten, der sich als Dick Turpin ausgibt. Bei dem Ganoven handelt es sich um Archibald Puffin, den Turpin unter seine Fittiche nehmen will. Wieder zurück in seiner Heimat überrascht Turpin King mit dem Wunsch, das Räuberleben zu beenden und zu einem Gentleman zu werden. Er schenkt King sein Pferd Black Bess und macht sich auf den Weg nach St. Albans.
Sechs Monate später will King Turpin neue Informationen über Lord Willoughby zukommen lassen. Er stellt zu seiner Überraschung fest, dass sein ehemaliger Komplize Joyce geheiratet hat und nun komfortabel als Kaufmann in St. Albans lebt. Turpin erfährt, dass Willoughby Botschafter in Österreich ist und aus Wien zurückkehrt. Er macht sich auf den Weg nach London, ohne Joyce etwas zu sagen. Er überfällt Willoughbys Treck, der seine Habe nach London befördert. Er findet mehrere Briefe, u. a. an die Baroness Margaret, die belegen, dass Willoughby einen Verrat an der Regierung plant. Turpin fordert Willoughby zum Duell, der jedoch ablehnt, weil er Turpin für einen unwürdigen Gegner hält. Turpin schwört Rache und kehrt nach St. Albans zurück. Dort erklärt ihm Lady Greene, dass Joyce seine wahre Identität erfahren hat und nichts mehr mit ihn zu tun haben will. Turpin verlässt St. Albans, ohne sich von Joyce zu verabschieden, die in Wahrheit nichts von der Vergangenheit ihres Mannes weiß.
Turpin tut sich wieder mit King zusammen. Als Black Bess von Gardisten beschlagnahmt wird, um ein lahmendes Pferd der königlichen Kutsche zu ersetzen, schleicht sich Turpin auf das Anwesen der Baroness, um sein Pferd wiederzuholen. Dabei wird er von der französischen Magd Cecile erwischt, die ihn von den unzähligen Fahndungsplakaten her erkennt. Cecile schlägt eine Partnerschaft vor, da sie von Besuchern Lady Margarets weiß, die ihr Schmuck zur Finanzierung von Willoughbys Plänen bringen. Bei einem Überfall auf eine Lieferung frisch gepresster Münzen wird King gefangen genommen. Turpin kann mit Mühe entkommen und wird, als er King aus dem Gefängnis befreit, verletzt. King bringt seinen bewusstlosen Freund nach St. Albans, wo sich Joyce, trotz Protest ihrer Mutter, um ihren Mann kümmert. Joyce erklärt ihm, dass ihr seine Vergangenheit egal sei und sie mit ihm neu anfangen wolle. Turpin entscheidet, mit Joyce nach Amerika auszuwandern, was wiederum King nicht gefällt. Als King Informationen über österreichische Truppen, die in England angelandet wurden, erhält, ist Turpin sich sicher, dass Willoughby seine Revolte starten wird. Er sucht den Premierminister Robert Walpole auf und übergibt ihn die Briefe, ohne sich zu erkennen zu geben.
Die eifersüchtige Cecile verrät Turpin bei Margaret, die nach ihm fahnden lässt. Um Joyce zu schützen, will Turpin sich bis zur Abreise von Joyce trennen. Als er auf einen Trupp nach ihm suchender Dragoner trifft, opfert sich King für seinen Freund und verwickelt die Verfolger in einen Kampf. Turpin galoppiert nach York, wo er sich als Joyce’ Ehemann aufhalten soll. Joyce wird der Hilfe für Turpin verdächtigt, wobei man Palmer nicht für Turpin hält. Turpin erreicht rechtzeitig York und begegnet Garrick, der sich an ihn erinnert. Dennoch wird Turpin, nachdem Black Bess wegen des Gewaltritts erschöpft gestorben ist, gefangen genommen.
Im Kensington-Palast klagt König Georg Lord Willoughby und Baroness Margaret des Hochverrats an. Walpole bittet den König, den zum Tode verurteilten Turpin zu begnadigen, was der König auch umgehend veranlasst. Der Erlass erreicht York jedoch zu spät und Turpin wird gehängt. Am Hafen trifft Walpole auf Lady Greene und Joyce, die sich nach Amerika einschiffen. Er versichert ihnen, dass Turpin als Held und Patriot in Erinnerung bleiben wird.

## Produktion

### Hintergrund
Gedreht wurde der Film von Ende Oktober bis Mitte November 1950.

### Stab
Frank A. Tuttle war für das Szenenbild zuständig. Der englische Kameramann Harry Waxman war für die Kameraarbeiten, die in England durchgeführt wurden, verantwortlich. Morris Stoloff war der musikalische Direktor.

### Besetzung
In kleinen nicht im Abspann erwähnten Nebenrollen traten Gene Collins, Leslie Denison, Jock Mahoney, Hank Mann, Lester Matthews, Frank Reicher und Ivan Triesault als König Georg auf. Ebenfalls unerwähnt blieben George Baxter als David Garrick und Norman Leavitt als Hedger.

## Veröffentlichung
Die Premiere des Films fand am 13. August 1951 statt. In der Bundesrepublik Deutschland kam er am 22. Februar 1952 in die Kinos.

## Kritiken
Das Lexikon des internationalen Films schrieb: „Leidlich spannende Räuberpistole im England des 18. Jahrhunderts. Die historische Figur des Banditen Dick Turpin (1739 wegen Pferdediebstahls gehenkt) erscheint hier stark romantisch verklärt.“
Der Kritiker des TV Guide befand, dass die Tapferkeit von Noyes Turpin nicht den Weg auf die Leinwand gefunden habe.